# Marrubium peregrinum
Marrubium peregrinum L. è una specie erbacea perenne della famiglia delle Lamiaceae. Tipico del sud-est europeo, dei Balcani e dell'Asia minore, cresce in luoghi incolti fino ai 500 m s.l.m..